# Српске народне новине (Будимпешта)
Српске народне новине су биле недељни лист Срба у Мађарској (1991 - 2009), који је 2009. променио име у Српске недељне новине.

## Историја
Под утицајем политичких дешавања у бившој Југославији дошло је до поделе и у кругу Срба, Хрвата и Словенаца у Мађарској. Заједничка политичка организација Демократски савез Јужних Словена у Мађарској се током 1991. године распала, што је свакако утицало и на тадашњи недељник Народне новине (8, те 12 страна, Формат: 48,5 х 34,5 cm) које су излазиле у Будимпешти на српском, хрватском и словеначком језику, а штампане су латиницом и ћирилицом.
2. маја 1991. у Будимпешти је на осам страна изашао први број Српских народних новина. Издавач је био Српски демократски савез. Главни уредник је био књижевник и универзитетски професор Петар Милошевић. За издавача је био Милан Недељков, председник СДС-а. 
По угледу на претечу недељника Срба у Мађарској, Сербских народних новина (Пешта, 1838 - 1849) Теодора Павловића, настало је и прво графичко решење наслова Српских народних новина. На ову историјску повезаност указује и натпис у заглављу од првог броја Српских народних новина: Пешта, 1838 - 1849. 2. мај 1991. Нова серија, г. 1. бр. 1.
Чланови уредништва били су: Петар Милошевић, Стеван Поповић, Предраг Степановић, Љубомир Томић, Драгомир Дујмов, о. Војислав Галић, Радојка Горјанац и Евица Шишковић. Касније се прикључио и фотограф Иван Јакшић.
Редакција се и данас налази у Будимпешти у Улици Нађмезе (мађ. Nagymező utca) бр. 49.
Називи некадашњих рубрика: Политика, Наша посла, Култура, Све и свашта (теме за лепши пол), Спорт или Читанка, Невен (за децу) и Православље. У рубрици Читанка, објављивали су се романи у наставцима.
Први бројеви су били нешто мањег формата, а касније од 7. маја 1992. формат се повећао (28,4 х 34,4 cm), а број страна се повисио на 12. Првих година фотографије су биле црно-беле, а касније ће се од 3. маја 2001. на почетној и последњој страни појавити слике у боји.
25. марта 1999. године дошло је до промене. Главни уредник Петар Милошевић се повукао, а на његово место за в. д. главног уредника дошао је Стеван Поповић. Од 6. маја 1999. главни уредник Српских народних новина је Милан Степанов. Тада су чланови редакције били: Драган Јаковљевић, Предраг Степановић, Братислав Вељић, Предраг Мандић, Драгомир Дујмов, Снежана Миливојевић, Евица Шишковић и Иван Јакшић.
Издавач је и надаље био Српски демократски савез, а за издавача је Андрија Роцков.
Од 1998. године Српске народне новине се могу читати и на Интернету: www.snn.hu
Дана 3. маја 2001. мења се и изглед насловне стране заједно са заглављем. Од тада се мењају и рубрике. Од бр. 18. године 11. рубирке су следеће: Хроника, Репортажа, Интервју, Култура, Политика, Мозаик, Невен, Инфо и Православље.
Од маја 2003. године поново се периодично издаје Невен, прилог Српских народних новина у сарадњи са Задужбином Јакова Игњатовића у Будимпешти.
Због финансијских потешкоћа и промене издавача, последњи број Српских народних новина је под тим називом(год.19. бр.18) изашао је 30. априла 2009. године. 
Први број новог недељника Срба у Мађарској, Српске недељне новине, који је наследник претходног, појавио се у четвртак, 7. маја 2009. у Будимпешти.
Лист издаје Самоуправа Срба у Мађарској, чији је председник Љубомир Алексов, а штампа се на 12-16 страна А/3 формата. Главни и одговорни уредник је Драган Јаковљевић.